# 北市革命烈士纪念碑
北市革命烈士纪念碑，位于中国广东省肇庆市广宁县北市镇，主要纪念解放战争时期烈士。2004年11月，列入广宁县文物保护单位。